# 1Q84
Az 1Q84 (icsi-kjú-hacsi-jon (いちきゅうはちよん; Hepburn: 'ichi-kew-hachi-yon)) Murakami Haruki regénye, amely először Japánban jelent meg három kötetben 2009–10-ben. A regény hamarosan óriási siker lett, az első kiadás összes példánya a megjelenése napján elkelt, majd egy hónapon belül elérte az egymilliós példányszámot. A magyar fordítás 2011. október 25-én (1-2. kötet) és 2012 áprilisában (3. kötet) jelent meg. A fordítást Murakami Haruki rendszeres fordítója, Erdős György kezdte, de tragikus halála miatt már nem tudta befejezni. Így az első kötet fordítása teljes mértékben az ő munkája, a második köteten Erdős György és Nagy Anita közösen dolgozott, míg a harmadik kötet teljes egészében Nagy Anita munkája.

## A kiadás története
Az eredeti japán kiadás három keményfedeles kötetben jelent meg a Shinchosha kiadónál. Az 1. és 2. kötet 2009. május 29-én, míg a 3. kötet 2010. április 16-án.
A magyar változat kiadását 2011 karácsonyára tervezték, az első két kötet meg is jelent még ősszel, míg a harmadik csak 2012 áprilisában jött ki.

## Háttérinformációk
Murakami négy évig dolgozott a regényen. Amint elmondta, olyan regényt akart írni, amely a közelmúlt eseményeivel foglalkozik. Különösen érdekelte a vallásos szekták, a fanatikusok, a családon belüli erőszak témaköre. Az 1995. március 20-i tokiói szaringázas merénylet is rendkívüli módon megrázta és foglalkoztatta.
A regény címe szójáték, az 1984-es szám japán kiejtésével játszik, miközben utal George Orwell 1984 című regényére is. A Q betű és a japán 9-es szám ejtése kju, amit gyakran használnak fel szójátékokban.
Az 1Q84 megjelenése előtt Murakami kijelentette, hogy semmit nem hajlandó elárulni a könyvéről, miután kritizálták amiatt, hogy a korábbi regényei megjelenése előtti kiszivárogtatások csökkentették a művek újdonságértékét. Az 1Q84 a fenti titokzatossága ellenére hatalmas előjegyzési számokat produkált.
Mint Murakami korábbi műveiben is, a regényben rengeteg a kulturális utalás korábbi művészekre Vivalditól Leoš Janáčekig – az utóbbi Sinfonietta című műve többször is felbukkan a műben -, illetve kortárs művészekre, mint pl. Charles Mingus, a Rolling Stones vagy Billie Holiday.

## A regény értelmezése
A regény mondanivalóját és tartalmát sokféleképpen értelmezték. A little people talán a legmegosztóbb szimbólum, Murakami ezt egyrészt a zsarnokság megtestesítőjeként próbálja beállítani, azonban az olvasók többsége nem tudott párhuzamot húzni e jelkép és az 1984 orwelli diktatúrája között. Mivel a történetben említésre kerül, hogy a little people már évszázadokkal a történet előtt jelen volt, ez semmiképpen nem hat ijesztően, főleg, hogy a valódi világból is csak néhány emberrel érintkeznek, csak az ő életüket és környezetükben élők életét befolyásolja nagymértékben. Így az emberiségre látszólag nem is jelentenek veszélyt. Innentől értelmezésük teljesen szubjektív, sokan a földönkívüliek vagy Isten leképeződésének látják őket. A többi szimbólum értelmezése is kérdéses: a két hold például jelképezheti a két párhuzamos világot is, de akár két ember egyenlőtlen viszonyát. A mű tele van meg nem fejthető szimbólumokkal.

## A cselekmény összefoglalása
|  | Alább a cselekmény részletei következnek! |

Az 1Q84 eseményei Tokióban játszódnak egy fiktív 1984-ben. Az első kötet áprilistól júniusig tart, a második júliustól szeptemberig, míg a harmadik októbertől decemberig.
A regény szerkezete hasonlít a Kafka a tengerparton, illetve a Világvége és a keményre főtt csodaország felépítéséhez: a fejezeteket úgy váltogatja, hogy hol az egyik, hol a másik főszereplő szemszögéből követjük a cselekményt. Az első két kötetben Aomame mesél a páratlan számú fejezetekben és Tengo a páros sorszámúakban. A harmadik kötetben belép Usikava, így már három elbeszélő váltogatja egymást, míg az utolsó, 31. fejezetben Aomame és Tengo együtt szerepel.
A könyv elején Aomame taxit fog Tokióban, miközben éppen egy megbízását készül végrehajtani, a taxiban Janáček Sinfoniettája szól a rádióból. Amikor a taxi elakad a dugóban, a sofőr azt javasolja neki, hogy szálljon ki és a menekülőlétrán másszon le, így odaér a fontos találkozójára. Ugyanakkor figyelmezteti, hogy ha így tesz, ezzel alapjaiban megváltoztathatja a valóságot. Aomame elmegy egy sibujai szállodába, ahol szállodai alkalmazottnak tettetve magát megöli az egyik vendéget. Ehhez olyan szerszámot használ, amely szinte semmi nyomot nem hagy az áldozaton, így a nyomozók arra a következtetésre jutnak, hogy a férfi természetes halált halt, leállt a szíve.
Aomame különös dolgokat kezd tapasztalni: olyan részleteket lát a világban, amik némileg megváltoztak. Például észreveszi, hogy a tokiói rendőrök félautomata pisztollyal járnak, és ő mindig úgy emlékezett, hogy revolverük volt. Aomame összeveti emlékeit a nagyobb újságok archívumaival, és azt találja, hogy több olyan jelentős friss esemény is van, amelyekről semmi emléke nincs. Az egyik ilyen történet egy szélsőséges csoporttal kapcsolatos, amely összecsapott a rendőrséggel a jamanasi prefektúrában található hegyekben. A cikkeket elolvasva arra jut, hogy ő bizonyára egy alternatív valóságba került, amit ezentúl úgy hív, hogy „1Q84”, és azt gyanítja, hogy valamikor akkor léphetett bele, amikor éppen a Sinfoniettát hallgatta a taxi rádióján.
Bemutatkozik a másik főszereplő, Tengo, akinek a szerkesztője és támogatója, Komacu megkéri, írjon át egy ügyetlenül megírt, de egyébként ígéretes kéziratot, amelyet egy irodalmi versenyre nyújtottak be. Komacu be akarja adni a regényt egy jól menő irodalmi ügynökséghez és szerzőjét fiatal irodalmi tehetségként akarja támogatni. Tengónak vannak fenntartásai egy másik szerző munkájának átírásával kapcsolatban, különösen azért, mert az csak egy gimnazista. Beleegyezik, de csak akkor, ha találkozhat az eredeti szerzővel, akinek fura szerzői álneve „Fukaeri”, és engedélyt kérhet tőle. Fukaeri azonban azt mondja Tengónak, hogy azt csinál a kézirattal, amit csak akar.
Hamarosan nyilvánvalóvá válik, hogy Fukaeri, aki diszlexiás, nem maga írta a kéziratot és nem is ő adta be a versenyre. Tengo rosszérzései tovább nőnek, amint megtudja, hogy az ügyben további személyek is érintettek. Hogy megnyugtassa Tengót a múltjával kapcsolatban, Fukaeri elviszi Tengót és megismerteti jelenlegi gondviselőjével, Ebiszunó professzorral (戎野先生), akit Fukaeri egyszerűen csak „professzornak” hív. Tengo megtudja, hogy Fukaeri szülei egy „Takasima” (タカシマ) nevű kommuna tagjai voltak. Apja, Fukada Tamocu (深田保) Ebiszunó barátja és kollégája volt, de eltérő nézeteket vallottak a kérdésben. Fukada úgy tekintett a Takasimára mint egy utópiára; Ebiszunó úgy jellemezte a kommunát, mint ahol az embereket nem gondolkodó robotokká változtatják. Fukaeri, akit Ebiszunó professzor csak „Erinek” (エリ) hív, ekkor még kisgyermek volt.
1974-ben Fukada és 30 követője új közösséget alapított Előfutár („Szakigake” (さきがけ)) néven. A kommuna új tagjai keményen dolgoztak Fukada vezetése alatt, de végül a viták miatt a közösség két frakcióra vált szét, és a radikálisabb frakció létrehozta a Hajnalpír („Akebono” (あけぼの)) nevű új kommunát, amely végül tűzpárbajba keveredett a rendőrséggel a Jamanasi prefektúrában található Motoszu-tónál. Egy nap Fukaeri megjelenik Ebiszunó professzor ajtajában. Nem beszél, nem meséli el, mi történt vele. Amikor Ebiszunó megpróbál kapcsolatba lépni Fukadával az Előfutárnál, azt közlik vele, hogy nincs ott. Ebiszunó ekkor Fukaeri gondviselője lesz, és az 1Q84 valóságában már hét éve nem hallottak semmit a szüleiről, ezért Ebiszunó a legrosszabbtól tart.
Fukaeri itt Ebiszunónál írja meg a Légből szőtt gubót (空気さなぎ). Mivel ő maga nem tud írni, tulajdonképpen tollba mondja Azaminak (アザミ), Ebiszunó lányának. Fukaeri története egy lányról szól, aki kommunában él, ahol misztikus lényekkel találkozik, akiket Fukaeri úgy hív, hogy a Little People (リトル・ピープル) (magyarul: „kis emberek”). Tengo idővel gyanítani kezdi, hogy a Fukaeri regényében leírt misztikus események a valóságban is megtörténtek.
Időközben Aomame felépül lelki válságából, amit a legutóbbi megbízása, a szállodai vendég megölése okozott. Kiderül, hogy személyes és szakmai kapcsolat fűzi egy idős gazdag hölgyhöz, aki a könyvben Madame (女主人) néven szerepel. A Madame időnként felbéreli Aomamét, hogy öljön meg olyan férfiakat, akik súlyosan bántalmaztak nőket, és nyilvánvalóvá válik, hogy mind Aomame, mind a Madame múltjában megtalálhatóak a motívumok ezekre a cselekedetekre. A megszervezett gyilkosságokra úgy tekintenek, hogy ezáltal küzdenek a családon belüli erőszak ellen.
Aomame szexuálisan kicsapongó életet él; a legutóbbi gyilkosságot követően úgy vezeti le a feszültségét, hogy elmegy egy szinglibárba és ott idősebb férfiakat szed fel. E kalandok során megismerkedik Ajumival, egy rendőrnővel, aki szintén a feszültség levezetésére használja a szexet. Elkezdenek együttműködni, ami elég sikeresnek bizonyul. Aomame közeli barátsága Ajumival az utóbbit arra készteti, hogy meséljen neki egy korábbi barátnőjéről, aki a családon belüli erőszak áldozata lett, és emiatt öngyilkosságot követett el. Aomame és Ajumi barátnők maradnak mindaddig, amíg egy napon Aomame az újságból tudja meg, hogy Ajumit megfojtották egy hotelben.
A Madame bemutatja Aomamét egy 10 éves kislánynak, akit Cubasának hívnak. Cubasa és szülei tagjai voltak az Előfutárnak. Cubasát megerőszakolta a szekta vezetője, akit csak úgy hívnak, hogy „a Vezető”. Miközben Cubasa a Madame menedékházában alszik, a szájában megjelenik a Fukaeri regényében, a Légből szőtt gubóban említett „Little People”, akik egy légből szőtt gubót készítenek, amelynek szálait a levegőből fonják. A Madame saját lányát otthoni erőszak miatt veszítette el, és most örökbe akarja fogatni Cubasát. Cubasa azonban rejtélyes módon eltűnik a menedékházból, és soha többé nem kerül elő.
A Madame nyomoztat az Előfutár után, és arra jut, hogy megalapozott a gyanúja az erőszaknak. Cubasán kívül további serdülőlányok ellen követtek el nemi erőszakot itt. A Madame megbízza Aomamét, hogy ölje meg az Előfutár vezetőjét, a Vezetőt, akiről úgy tudni, hogy ő követte el a nemi erőszakos cselekményeket. Aomame találkozik a Vezetővel, aki egy hatalmas testű férfi, de izombetegsége van. Feltárja, hogy ő Fukaeri édesapja és különleges képességei vannak, mint például a telekinézis. Ezenkívül ő az az Előfutáron belül, aki vallásos hangokat hall, amelyek hozzá beszélnek. A Vezető, aki tudja, hogy Aomamét azért küldték, hogy megölje őt, végül üzletet köt vele: megöli őt és megvédi Tengót a rá leselkedő veszélyektől. A Vezetővel folytatott hosszú beszélgetést követően Aomame végül megöli őt, és elbújik a Madame és a testőre, Tamaru által előre előkészített búvóhelyen.
Aomame és Tengo alternatív világai kezdenek egyre közelíteni egymáshoz. Tengót egy magánnyomozó, Usikava üldözi, akit az Előfutár bérelt fel. Követi Tengót, hogy információkat szerezzen a Légből szőtt gubóról. A Vezető meggyilkolása után az Előfutár azzal is megbízza Usikavát, hogy találja meg Aomame tartózkodási helyét, aki korábban gyógymasszázsra jelentkezett be a Vezetőnél, hogy az alatt megölhesse. A regény a harmadik kötettől már Usikavát is követi — korábban ügyvéd volt, aki profi bűnözők képviseletéből jól megélt. Azonban szembekerült a törvénnyel, és abba kellett hagynia a karrierjét. Felesége és két lánya elhagyta, és azóta nyomozóként dolgozik. Csúnya külsejű férfi, akitől mindenki undorodik, akivel találkozik, de intelligens és ügyesen tud adatokat gyűjteni, logikusan gondolkodni és következtetni.
Usikava nyomozása során Tengóra, Aomaméra és a Madame-ra koncentrál mint fő gyanúsítottakra. Mivel a Madame házát jól őrzik, és mivel Aomame nyom nélkül eltűnt, Usikava úgy dönt, hogy rááll Tengo lakására, hátha sikerül valamilyen információhoz jutnia Aomaméval kapcsolatban. Tengo társasházában kibérel egy lakást és felállít egy fényképezőgépet, amivel a lakókat fotózza. Látja az épületből kimenni és visszajönni Fukaerit, aki Tengo lakásában bujkál. Fukaeri valószínűleg érzékeli Usikava jelenlétét, mert egy üzenetet hagy Tengónak, és lelép. Usikava később látja, amint Tengo hazatér, miután elment meglátogatni haldokló apját. Végül Usikava meglátja Aomamét, amint elhagyja az épületet, miután ő maga éppen Usikavát követte oda, hogy megtalálja Tengót.
Miután Usikava meglátta Aomamét, de még azelőtt, hogy erről beszámolhatna az Előfutárnak, Tamaru beoson Usikava szobájába, miközben az alszik, kihallgatja a nyomozót, hogy mit tud Tengóról és Aomaméról. Tamaru rájön, hogy Usikava túl sokat tud, és veszélyezteti Aomame, a Dowager, és saját maga biztonságát is, ezért megöli Usikavát, anélkül, hogy bármilyen nyomot hagyna, vagy jelet, hogy miképp történt. Tamaru ezután felhívja telefonon Usikava kapcsolattartóját az Előfutárnál, és elintézi, hogy azok távolítsák el a nyomozó holttestét a társasházból.
Aomame és Tengo végül Usikava nyomozásának köszönhetően és Tamaru segítségével egymásra találnak. Valaha egy osztályba jártak általános iskolában, noha semmiféle kapcsolatuk nem volt, kivéve egyetlenegy pillanatot az osztályban, amikor Aomame szorosan megfogta Tengo kezét, amikor más gyerekek nem voltak a közelben. Ez a pillanat fordulópont volt mind Aomame, mind Tengo életében, és ezt az alapvető szerelmet az eltelt hosszú idő ellenére megőrizték. 20 év után Aomame és Tengo újra találkoznak, de közben üldözi őket Usikava és az Előfutár is. Sikerül kijutniuk „1Q84” különös valóságából, amelyben két hold látható, egy új valóságba, amelyről azt gondolják, ez az eredeti világuk, bár vannak jelei, hogy nem az. A regény azzal zárul, hogy egy szállodaszobában állnak, fogják egymás kezét, és nézik az égen látható egyetlen holdat.
|  | Itt a vége a cselekmény részletezésének! |

## Főbb szereplők
Aomame (青豆)
A regény egyik elbeszélője a három közül. Aomame harmincéves, egy rejtélyes szervezetnek dolgozik, amelynek megbízásából jól eltervezett gyilkosságokat hajt végre. Teljes neve Maszami Aomame, de csak az utónevét használja, ami azt jelenti, "zöldbab". Gyermekkorában a Jehova Tanúi felekezethez tartozott és hétvégenként a családjával vallásos kiadványokat osztogattak.
Tengo Kavana (川奈 天吾)
A regény másik elbeszélője, író, akinek a könyveit nem adták ki, matematikát tanít egy előkészítő iskolában. Anyja még kiskorában meghalt; legkorábbi emléke anyjáról egy ágyjelenet, amelyben az anyja nem Tengo apjával van. Apja az NHK-nál dolgozott, ahol a tévédíjakat szedte be házról házra járva, vasárnaponként Tengót is magával vitte ezekre az utakra.
Usikava (牛河)
Ijesztően csúnya megjelenésű férfi, akit az Előfutár vallási szekta kér fel, hogy kutassa fel Tengót, majd később Aomamét. A regény harmadik kötetében ő is elbeszélőként jelenik meg, minden harmadik fejezet az ő szemszögéből viszi tovább a történetet. A nyomozást fáradhatatlanul végzi, de ő maga is tagja az Előfutárnak. Korábbi életében volt felesége és két lánya, de már elvált és külön él tőlük.
Komacu (小松)
Egy kiadóvállalat 45 éves szerkesztője. Életét a saját időbeosztása szerint éli, látszólag nem törődve a körülötte lévők életritmusával, így gyakran felhívja Tengót az éjszaka közepén is. Noha Komacu szakértelmével jelentős szakmai hírnevet szerzett magának, nem tartják barátságos embernek. Magánéletéről a pletykákon kívül keveset tudni.
Fukaeri (ふかえり)
Vékony, de szép külsejű 17 éves gimnazista lány, akinek a kéziratát, a Légből szőtt gubót (Kūki Sanagi (空気さなぎ) benevezik egy irodalmi versenybe. Rendkívül zárkózott szokatlanul, töredezve beszél és életszemlélete rendkívül fásultnak tűnik. Ezenkívül diszlexiás és ezért szenved az iskolában. Írói álneve eredeti nevéből származik: Fukada Eriko （深田絵里子）.
A Vezető
Az Előfutár alapítója, aki hallja az úgynevezett little people ("kis emberek") hangjait. Ezenkívül ő Fukaeri apja, valódi neve Fukada Tamocu (深田保). Ő az Előfutár szekta prófétája. Rejtélyes betegségek gyötrik, amelyek sok fájdalommal és merevséggel járnak, emiatt teste gyakran teljesen lebénul.
A Madame (老婦人)
A Madame neve Ogata Sizue. Gazdag nő, a hetvenes éveinek közepén jár. A "Fűzfa-rezidencián" él az Azabu kerületben, amelynek közelében egy menedékházat alakított ki a családon belüli erőszak áldozatául esett nőknek. Aomaméval abban a sportklubban ismerkednek meg, ahová mindketten járnak, és később ráveszi Aomamét, hogy öljön meg olyan férfiakat, akik súlyosan erőszakos cselekményeket követtek el a családjukban.
Tamaru (タマル)
40 éves férfi, a Madame testőre. Homoszexuális és valójában koreai bevándorló, aki gyerekkorának egy részét árvaházban élte le. Nagyon szereti a kutyákat.
Ebiszuno professzor (戎野隆之先生)
60-as évei közepén járó férfi, Fukaeri gondviselője. Sinanomacsiban van a lakása. Korábban együtt dolgozott az akadémián Fukaeri apjával, azelőtt, hogy Fukada 30 hallgatójával együtt kilépett és megalapította az Előfutár szektát.

## Kritikai fogadtatás

### Az angolszász világban
A regény külföldi fogadtatása többnyire pozitív volt, dicsérték mind a minőségét, mind annak helyét általában a világirodalomban, például a The Guardian-től Douglas Haddow szerint a regény "önmagában egy világszintű esemény, amely jól bizonyítja a regény erejét". Egy másik kritika szerint az 1Q84 "bonyolult és szürreális narratíva", amely "előre-hátra haladva meséli el a két szereplő, egy férfi és egy nő történetét, akik egymást keresik." Olyan témákkal foglalkozik, mint a gyilkosság, a történelem, a vallási szekták, az erőszak, a családi kötelékek és a szerelem. A The Japan Times kritikusa szerint a regény "kötelező olvasmánnyá válhat mindazok számára, akik szeretnék megérteni a mai japán kultúrát", és az 1Q84-et Haruki Murakami's magnum opusának nevezte. Hasonlóképpen Kevin Hartnett a The Christian Science Monitor-tól ezt tartja Murakami legbonyolultabb és legnagyratörőbb művének a New York Review of Books pedig dicsérte a regény igényességét egészen a tipográfiáig és a részletekre való odafigyelésig . Malcolm Jones a Newsweek-től úgy véli, hogy ez a regény emblematikus példája Murakami mesteri regényírói képességeinek, és egyenesen Charles Dickens-hez hasonlítja őt.
A kevesebb számú negatív kritikus között volt Bryan Walsh a Timetól, aki szerint az 1Q84 Murakami leggyengébb regénye, részben azért, mert szakított a rá jellemző egyes szám első személyű narratívával. A The A.V. Club-ban megjelent elmarasztaló kritikájában Christian Williams a könyvet "stílusában nehézkes"-nek minősítette, amelyet "süketek párbeszéde, dagályos leírások és céltalan történetvezetés" jellemez; és csak D osztályzatot adott rá. Szintén kritizálta a könyvet Sanjay Sipahimalani, aki úgy érezte, hogy az gyakran laza és közhelyes, a Little People inkább volt nevetséges, mint fenyegető, és hogy a könyvben túlságosan sok az önismétlés. Janet Maslin a regényt "bódítónak" minősítette, "1000 eseménytelen oldallal" a The New York Times-nak írt kritikájában, amely Murakami korábbi művét, a Kafka a tengerparton-t 2005 tíz legjobb regénye közé sorolta .

### Magyarországon
Benedek Szabolcs: „Ha akarom, könnyed, ha akarom, nagyon is mély.”
Vaszari Judit (Kikötő online): „Ez egy nem tipikus murakamis regény, épp ezért lehet nagyon vagy kevésbé szeretni. A szöveg szokásos légiessége, az írói zsenialitás, a „sejtetésre épülő írásmód” azt hozta, amit vártunk. Mindent, amit megszoktunk, megkapunk. Kicsit talán kevésbé szürreálisan, kicsit talán könnyebben emészthetőbben mint eddig, de vitathatatlanul murakamisan.”
Díjak, elismerések
A regény bekerült a 2011-es Man Asian Literary Prize bővített listájába és novemberben a 2. helyen állt az Amazon.com éves bestsellerlistáján.

## Első kiadások

### Japán
- 1. kötet (ISBN 978-4103534228, 554 oldal), 2009. május 29.
- 2. kötet (ISBN 978-4103534235, 501 oldal), 2009. május 29.
- 3. kötet (ISBN 978-4103534259, 602 oldal), 2010. április 16.

### Magyarország
- 1. kötet (ISBN 978-9639973305, 510 oldal), Geopen 2011. október 25.[20]
- 2. kötet (ISBN 978-9639973510, 469 oldal), Geopen 2011. október 25.
- 3. kötet (ISBN 978-9639973626, 576 oldal), Geopen 2012 április

### USA
- Egy kötetben (ISBN 978-0307593313, 928 oldal) 2011. október 25.

### Egyesült Királyság
- 1. kötet (ISBN 978-1846554070, 640 oldal), (Az első és második kötet egyben) 2011. október 18.
- 2. kötet (ISBN 978-1846554056, 256 oldal), 2011. október 25.

## Fordításai
- angol "1Q84" (fordította: Jay Rubin (1. és 2. kötet) és Philip Gabriel (3. kötet); Knopf (USA), Random House (Nagy-Britannia) 2011)
- bolgár "1Q84" (fordította: Ventsislav Venkov; Colibri 2012)
- cseh "1Q84" (fordította: Tomáš Jurkovič; Odeon 2012)[21]
- dán "1Q84" (fordította: Mette Holm; Klim 2011, 2012)[22]
- finn "1Q84" (fordító: Aleksi Milonoff; Tammi, 2013. április 21. I-II. kötet,[23] 2013. október 18. III. kötet[24]
- francia "1Q84" (fordította: Hélène Morita; Belfond 2011, 2012)[25]
- galiciai "1Q84" (fordította: Mona Imai és Gabriel Álvarez; Galaxia 2011)[26]
- görög "1Q84" (fordította: Maria Argiraki; Psichogios 2012)[27]
- héber "1Q84" (fordította: Einat Cooper, Keter 2011)[28]
- holland "1Q84" (fordította: Jacques Westerhoven; Atlas 2010, 2011)
- katalán "1Q84" (fordította: Jordi Mas López; Empúries, 2010, 2011)[29]
- kínai "1Q84" (fordította: Lai Mingzhu; China Times 2009, 2010)
- koreai "1Q84" (fordította: Yang Yoon-ok; Munhakdongne 2009, 2010)[30]
- lengyel "1Q84" (fordította: Anna Zielińska-Elliott; Muza 2010, 2011)
- lett "1Q84" (fordította: Ieva Susnytė; Baltos Lankos, 2011)[31]
- litván "1Q84" (fordította: Ingūna Beķere; Zvaigzne 2012)[32]
- magyar "1Q84" (fordította: Erdős György és Nagy Anita; Geopen 2011, 2012)[33]
- német "1Q84" (fordította: Ursula Gräfe; DuMont 2010, 2011)
- norvég "1Q84" (fordította: Ika Kaminka; Pax, 2011, 2012)[34]
- olasz "1Q84" (fordította: Giorgio Amitrano; Einaudi 2011)
- portugál "1Q84" (fordította: Maria João Lourenço és Maria João da Rocha Afonso; Casa das Letras 2011, 2012)
- orosz "1Q84" (fordította: Dimitrij Kovalenin; Eksmo 1. kötet 2011, 2. kötet 2011, 3. kötet 2012)[35]
- román "1Q84" (fordította: Iuliana Oprina és Florin Oprina; Polirom 2011, 2012)[36]
- spanyol "1Q84" (fordította: Gabriel Álvarez; Tusquets 2011)
- svéd "1Q84" (fordította: Vibeke Emond; Norstedts 2011)[37]
- szerb "1Q84" (fordította: Nataša Tomić; Geopoetika 2010, 2011)[38]
- szlovén "1Q84" (fordította: Aleksander Mermal; Mladinska Knjiga 2012)[39]
- thai "1Q84" (2011)[40]
- török "1Q84" (fordította: Hüseyin Can Erkin; Nisam 2012)
- ukrán "1Q84" (fordította: Ivan Dzjub; Folio 2009, 2010, 2011)
- vietnami "1Q84" (fordította: Lục Hương; Nhã Nam 2012)[41]

## Magyarul
- 1Q84. Ezerkülöncszáznyolcvannégy, 1–3.; ford. Erdős György, Nagy Anita; Geopen, Bp., 2011–2012

## Fordítás
- Ez a szócikk részben vagy egészben  a(z)   1Q84 című angol Wikipédia-szócikk ezen változatának fordításán alapul.  Az eredeti cikk szerkesztőit annak laptörténete sorolja fel. Ez a jelzés csupán a megfogalmazás eredetét és a szerzői jogokat jelzi, nem szolgál a cikkben szereplő információk forrásmegjelöléseként.